# 建功嶼

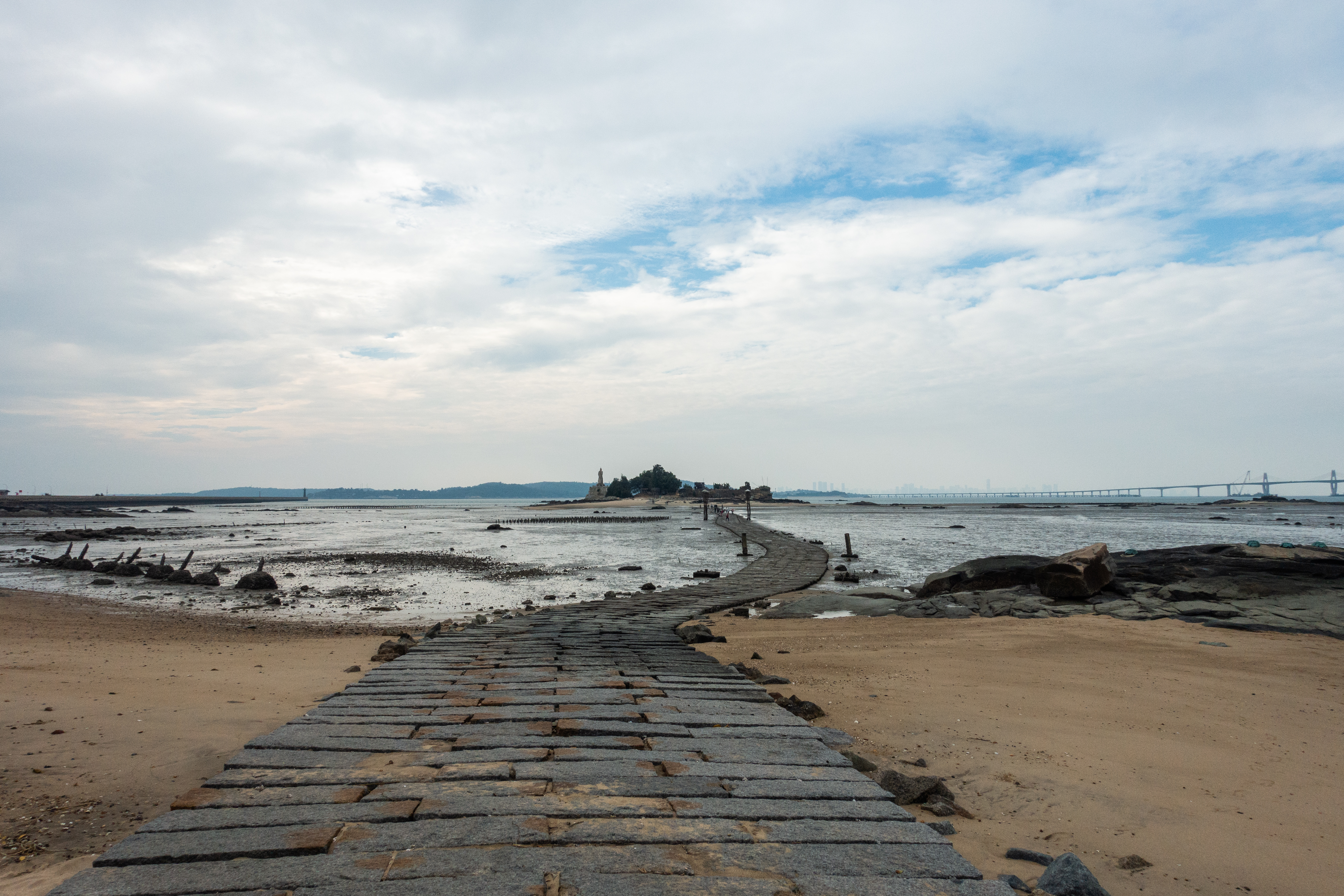
退潮時通往建功嶼的石板棧道

建功嶼位於中華民國福建省金門縣金城鎮的浯江溪口，又有董嶼、珠嶼、鰲嶼等稱呼，為一座潮汐小島。
因為就像是金門本島與烈嶼之間海面的衛哨，一嶼堅守如砥柱中流，「建功砥柱」，因此得名「建功嶼」。

## 歷史
在清朝末年時，金門以前醫療體系不發達，只要痲瘋病的人就會遣送到這裡隔離，所以當地人又稱此為「痲瘋嶼」。直到1997年10月20日，金門縣政府恢复了对该小岛的控制。2002年，縣政府開始恢復該地區並開放以促進旅遊業。2016年9月，建功嶼被台风莫蘭蒂損壞，維修费用为新台币6,410,000元。自2017年12月20日起建功嶼因維修關閉。 爾後在2018年2月下旬重新開放。 2022年4月22日開始，於 youtube 平台24小時直播建功嶼4K即時影像。

### 地理
該島的面積約500平方公尺。該島通過一條僅在退潮時出現的堤道與金門主島相連。自從該島向遊客開放以來，發生了很多次遊客錯過潮汐而被困在島上的事件。

## 特徵
島上有一座鄭成功雕像，建於2009年，以紀念領導抵抗滿清侵略者的明鄭英雄。島上還有一個觀景台，可以欣賞周圍的景色。